# Myrtle-Willoughby Avenues (Crosstown Line)
Myrtle-Willoughby Avenues is een station van de metro van New York aan de Crosstown Line, in het stadsdeelBrooklyn. Het station is geopend in 1937. Lijn  maakt gebruik van dit station.
 ·  ·  ·  ·  ·  ·  ·  ·  · 